# 巴尼亞盧卡戰士足球俱樂部
巴尼亞盧卡戰士足球俱樂部是波斯尼亚和黑塞哥维那的一家足球俱樂部。位於巴尼亞盧卡。球隊參加波黑超級足球聯賽的賽事，並曾奪得1988年的南斯拉夫盃和1992年的米杜柏盃。

## 外部連結
- 官方网站  （塞爾維亞文）
- Sport association Borac （页面存档备份，存于） （塞爾維亞文）
- Borac Banja Luka at UEFA.com
- Borac Banja Luka （页面存档备份，存于） at Transfermarkt.de